# Krok (časopis)
Krok byl první český vědecký časopis, s podtitulem "weřegný spis wšenaučný pro wzdělance národu česko-slowanského". Jeho iniciátorem byl Josef Jungmann.

## Historie a obsah
Časopis byl vydáván od roku 1821 do roku 1840 v sešitech a v nepravidelných periodách, do roku 1823 jich vyšel jen jeden svazek, do roku  1840 vyšly 4 svazky, řečeno dnešním termínem byl to jen "občasník". Jeho prvním a jediným šéfredaktorem byl Jan Svatopluk Presl, na redakci se podílel jeho bratr Karel Presl. Kromě Presla do časopisu přispívali především Josef Jungmann, Jan Evangelista Purkyně a Antonín Jungmann. Časopis tiskl Jan Hostivít Pospíšil  v Praze a v Hradci Králové. 
Krok byl převážně časopisem přírodovědným a básnickým. K jeho zániku přispěla jednak všestranná koncepce Časopisu Českého musea, a dále nová přírodovědná koncepce mladších přispěvatelů, vedených J. E. Purkyněm. Po zániku jej vystřídaly dva dodnes vycházející časopisy: 
- Živa, od roku 1853 vedená J .E. Purkyněm,[2]
- Vesmír, "časopis pro šíření vědy přírodní, země- a národopisné", vydávaný od roku 1871.[3]

## Pozdější časopisy se stejným titulem
Popularizující naučné časopisy:
- Krok (2) vycházel v letech 1863–1866,
- Krok (3) byl český obecně vzdělávací časopis, věnovaný veškerým potřebám středního školstva, který svým názvem záměrně navázal na předchozí časopis vědecký. Vycházel v Praze v letech 1877–1899. Vydával ho profesor Akademického gymnázia František Xaver Prusík, články přispívalo šest středoškolských profesorů: Václav Emanuel Mourek, Bohumil Bauše, Petr Durdík, Jan Hulakovský, Jan Slavík a Josef Škoda. Tiskl František Šimáček,
- Krok je oblíbený titul i dalších časopisů a revuí vycházejících dosud, např. KROK – Kulturní revue Olomouckého kraje.